# Cuba en los Juegos Olímpicos de San Luis 1904
Cuba estuvo representada en los Juegos Olímpicos de San Luis 1904 por tres deportistas masculinos que compitieron en dos deportes.

## Medallistas
El equipo olímpico cubano obtuvo las siguientes medallas:
| Nombre               | Deporte | Competición    |
| -------------------- | ------- | -------------- |
| Oro                  |         |                |
| Ramón Fonst          | Esgrima | Espada ind. M  |
| Ramón Fonst          | Esgrima | Florete ind. M |
| Manuel Díaz Martínez | Esgrima | Sable ind. M   |
| Plata                |         |                |
| —                    |         |                |
| Bronce               |         |                |
| —                    |         |                |